# 烏蘭湖
烏蘭湖是位於蒙古国南戈壁省一個已乾枯的鹹水湖，乾涸前面積175平方公里，是蒙古第十二大湖泊。
湖水原本有翁金河河水補充，但河水目前只有原長度的不足四分之一。湖泊也於1995年乾涸。保護組織正試圖復育當地的生態。